# Jerome (Name)
Jerome ist ein englischer männlicher Vorname und Familienname. Die französische Form des Namens ist Jérôme. Wie viele andere Vornamen ist er auch als Familienname gebräuchlich.

## Herkunft und Bedeutung
Jerome bzw. Jérôme (latinisiert Geronimus) sind Varianten des Vornamens Hieronymus, der seinerseits von dem griechischen Namen ‘Ιερωνυμος (Hieronymos) abgeleitet ist und „Heiliger Name“ bedeutet.

## Namenstag
- 30. September (Gedenktag des hl Hieronymus)

## Namensträger

### Vorname

#### Form Jerome(englisch)
- Jerome Apt (* 1949), US-amerikanischer Physiker und ehemaliger Astronaut
- Jerome Bixby (1923–1998), US-amerikanischer Drehbuch- und Science-Fiction-Autor
- Jerome Bruner (1915–2016), US-amerikanischer Psychologe
- Jerome W. Conn (1907–1994), amerikanischer Endokrinologe
- Jerome Courtland (1926–2012), US-amerikanischer Filmregisseur, Filmproduzent und Schauspieler
- Jerome Dyson (* 1987), US-amerikanischer Basketballspieler
- Jerome Ehlers (1958–2014), australischer Schauspieler und Drehbuchautor
- Jerome Flaake (* 1990), deutscher Eishockeyspieler
- Jerome Flynn (* 1963), britischer Schauspieler und Musiker
- Jerome Ford (* 1999), US-amerikanischer American-Football-Spieler
- Jerome D. Frank (1909–2005), US-amerikanischer Psychologe, Psychiater und Psychotherapieforscher
- Jerome Froese (* 1970), deutscher Elektronik-Musiker
- Jerome L. Goldman (1924–2013), US-amerikanischer Schiffbauingenieur
- Jerome Hellman (1928–2021), US-amerikanischer Filmproduzent und Regisseur
- Jerome Jennings (* 1980), US-amerikanischer Jazzmusiker
- Jerome K. Jerome (1859–1927), englischer Autor
- Jerome „Jerry“ Jumonville (1941–2019), US-amerikanischer Jazz-, R&B- und Studiomusiker
- Jerome Kern (1885–1945), US-amerikanischer Komponist
- Jerome Kiesewetter (* 1993), US-amerikanisch-deutscher Fußballspieler
- Jerome Lowenthal (* 1932), US-amerikanischer Pianist
- Jerome Moross (1913–1983), US-amerikanischer Komponist und Dirigent
- Jerome Müller (* 1996), deutscher Handballspieler
- Jerome Namias (1910–1997), US-amerikanischer Meteorologe
- Jerome Powell (* 1953), US-amerikanischer Jurist und Investmentbanker, Präsident der Federal Reserve (Fed) (Stand Mai 2021)
- Jerome Ringo (1955–2025), US-amerikanischer Umweltschützer
- Jerome Rose (* 1938), US-amerikanischer klassischer Pianist und Musikpädagoge
- Jerome Rothenberg (1931–2024), US-amerikanischer Autor, Übersetzer und Dichter
- Jerome Theisen (1930–1995), Benediktiner und Abtprimas des Benediktinerordens
- Jerome Wiesner (1915–1994), US-amerikanischer Elektroingenieur und Wissenschaftsorganisator
- Jerome Young (* 1976), US-amerikanischer Leichtathlet

#### Form Jérôme(französisch)
- Jérôme Bel (* 1964), französischer Choreograf und Tänzer
- Jérôme Boateng (* 1988), deutscher Fußballspieler
- Jérôme Bonaparte (1784–1860), König des Königreiches Westphalen
- Jérôme Cahuzac (* 1952), französischer Politiker
- Jérôme D’Ambrosio (* 1985), belgischer Automobilrennfahrer
- Jérôme Delbove (* 1974), französischer Radrennfahrer
- Jérôme Descamps (* 1973), französischer Jazz- und Improvisationsmusiker
- Jérôme Fernandez (* 1977), französischer Handballspieler und -trainer spanischer Abstammung
- Jérôme Ferrari (* 1968), französischer Schriftsteller
- Jérôme Golmard (1973–2017), französischer Tennisspieler
- Jérôme Gondorf (* 1988), deutscher Fußballspieler
- Jérôme Heldring (1917–2013), niederländischer Journalist
- Jérôme Jeannet (* 1977), französischer Degenfechter
- Jérôme Kerviel (* 1977), französischer Bankangestellter
- Jérôme Lalande (1732–1807), französischer Mathematiker und Astronom
- Jérôme Le Banner (* 1972), französischer Boxer
- Jérôme Lejeune (1926–1994), französischer Pädiater und Genetiker
- Jérôme Leroy (* 1964), französischer Schriftsteller
- Jérôme Minière (* 1972), französischer Sänger und Instrumentalmusiker
- Jérôme Nicklès (1820–1869), französischer Chemiker
- Jérôme Onguéné (* 1997), französisch-kamerunischer Fußballspieler
- Jérôme Polenz (* 1986), deutscher Fußballspieler
- Jérôme Rothen (* 1978), französischer Fußballspieler
- Jérôme Salle (* 1967), französischer Filmregisseur und Drehbuchautor
- Jérôme Savary (1942–2013), französischer Regisseur, Theater- und Opernintendant, Schauspieler und Autor
- Jérôme Thiesson (* 1987), französisch-schweizerischer Fußballspieler
- Jérôme Valcke (* 1960), französischer Manager, 2007–16 Generalsekretär des Internationalen Weltfußballverbandes (FIFA)

### Familienname
- Cameron Jerome (* 1986), englischer Fußballspieler
- David Jerome (1829–1896), US-amerikanischer Politiker
- Denis Jérome (* 1939), französischer Physiker
- Diane Jerome (* 1941), US-amerikanische Kanutin
- Dwayne Jerome (* 1984), grenadischer Fußballspieler
- Fabien Jérôme (* 1988), Fußballspieler für Guadeloupe
- Harry Jerome (1940–1982), kanadischer Sprinter
- Henry Jerome (1917–2011), US-amerikanischer Bigband-Leader und Musikproduzent
- Jean Robens Jérôme (* 1983), haitianischer Fußballspieler
- Jharrel Jerome (* 1997), US-amerikanischer Filmschauspieler
- Jennie Jerome (1854–1921), britisch-US-amerikanische Aristokratin
- Jerome K. Jerome (1859–1927), englischer Autor
- Jerry Jerome (1912–2001),  US-amerikanischer Jazz-Saxophonist
- Jessica Jerome (* 1987), US-amerikanische Skispringerin
- Ledson Jerome (* 1998), Fußballspieler für die Turks & Caicos-Inseln
- Leonard Jerome (1817–1891), US-amerikanischer Geschäftsmann
- Maurice K. Jerome (1893–1977), US-amerikanischer Filmkomponist
- Mechack Jérôme (* 1990), haitianischer Fußballspieler
- Milan Pierre-Jérôme (* 2002), haitianisch-jamaikanische Fußballspielerin
- Randolph Jerome (* 1978), guyanischer Fußballspieler
- Robin Jérôme (* 1987), haitianischer Fußballspieler
- Timothy Jerome (* 1943), US-amerikanischer Schauspieler
- Ulunma Jerome (* 1988), nigerianische Fußballspielerin
- Valerie Jerome (* 1944), kanadische Sprinterin und Weitspringerin
- Vincent Jérôme (* 1984), französischer Radrennfahrer
- William Jerome (1865–1932), US-amerikanischer Songwriter

### Künstlername
- C. Jérôme (1946–2000), französischer Chansonsänger
- Jerome (DJ) (* 1982), deutscher DJ

### Ordensname
- Frère Jérôme (1902–1994), kanadischer Maler, Angehöriger der Kongregation vom Heiligen Kreuz